# Cratere Neves
Neves  è un cratere sulla superficie di Marte.